# Guadalupe Miera Gómez
Guadalupe Miera Gómez (Requejada, Cantabria, España, 1959) es practicante de tiro con arco.

## Biografía
Comenzó este deporte en el 2003 en el Club Arco Santander y en mayo de ese mismo año se presentó al II Campeonato España de Arco Tradicional quedando clasificada en segunda posición. 
Es la primera arquera tradicional en Cantabria. Hasta este momento no existían arqueros en competiciones con este tipo de arco.
En el año 2005 fue Campeona de España de tiro con arco en la modalidad "Tradicional", aunque estuvo luchando por el título desde el 2003, quedando, en los dos años, subcampeona, así como en el 2006.
Su método de entrenamiento ha cambiado con los años. Aprendió los conocimientos básicos, el que todos los principiantes tienen (con un arco olímpico) aunque enseguida pasó a un autoaprendizaje, esta vez con un Arco Tradicional. Así estuvo hasta el año 2005, cuando se encomendó al entrenador nacional Antonio Muñoz Pérez.
En ese mismo año, el 14 de febrero, funda el Club Arqueros de Suances, junto a cuatro amigos, para poder entrenar cerca de su domicilio, ya que, hasta ese momento tenía que desplazarse hasta el complejo de La Albericia, en Santander.
También ha ganado las Ligas Postales Sala y Ligas Postales al aire libre en 2005 y 2006.
En mayo del 2007 consigue su cuarto subcampeonato de España en modalidad Tradicional Recurvo.
Actualmente[¿cuándo?] se prepara junto a su entrenador para las diferentes competiciones a las que asiste, la mayoría fuera de Cantabria.
Celebrado el VII Campeonato de España Tradicional, entre el 10 y 11 de mayo de 2008, en Guijuelo, Salamanca, nuevamente consigue ser subcampeona de España en su modalidad.